# Kromsdorf
Kromsdorf település Németországban, azon belül Türingiában. Lakosainak száma 1449 fő (2017. december 31.). Kromsdorf Wohlsborn, Ilmtal-Weinstraße, Wiegendorf és Umpferstedt községekkel határos.

## Népesség
A település népességének változása:

| 2017 | 1 449 |